# Joseph Mopeli Sephamola
Joseph Mopeli Sephamola OMI (* 14. März 1960 im Gebiet der Gemeinde St. Francis, Tsoelike, Distrikt Qacha’s Nek, Lesotho) ist Bischof von Qacha’s Nek.

## Leben
Joseph Mopeli Sephamola trat der Ordensgemeinschaft der Oblaten bei und legte am 6. Januar 1984 die erste Profess ab. Von 1984 bis 1990 studierte er Katholische Theologie und Philosophie. Sephamola legte am 25. Januar 1989 die ewige Profess ab und empfing am 27. April 1991 das Sakrament der Priesterweihe. 
Anschließend war er als Missionar in Sambia tätig. Von 2001 bis 2003 war Joseph Mopeli Sephamola im Studienhaus der Oblaten in Rom tätig. 2004 wurde er Novizenmeister in der Niederlassung der Oblaten in Quthing. Die Jahre von 2009 bis 2011 verbrachte Sephamola in Südafrika für weiterführende Studien im Fach Spiritualität. Im Juli 2011 wurde er Provinzial der Oblaten in Lesotho. 
Am 19. Juni 2013 ernannte ihn Papst Franziskus zum Bischof von Qacha’s Nek. Die Bischofsweihe spendete ihm der Erzbischof von Maseru, Gerard Tlali Lerotholi OMI, am 21. September 2013; Mitkonsekratoren waren der Erzbischof von Bloemfontein, Jabulani Adatus Nxumalo OMI, und der Bischof von Leribe, Augustinus Tumaole Bane OMI.